# Handaoia elongata
Handaoia elongata là một loài tò vò trong họ Ichneumonidae.